# Sève élaborée
Par opposition à la sève brute (produite dans les racines, constituée d'eau et de sels minéraux), la sève élaborée, ou sève descendante, ou sève organique, est formée dans les feuilles et contient de l'eau et les sucres synthétisés par les parties aériennes de la plante lors de la photosynthèse.
Elle transporte des substances dissoutes dans l'eau :
- des sels minéraux, des sulfates, du potassium, des phosphates et du magnésium ;
- des métabolites organiques, sous forme glucidique (saccharose) et protéique (acides aminés) ;
- des phytohormones.

## Transport
La sève élaborée circule dans l'organisme végétal via un tissu conducteur, le phloème. Ce transport est ascendant au printemps (la montée de la sève élaborée étant moins importante que celle de la sève brute), c'est en effet à cette période de l'année que la plante requiert les réserves stockées dans les parenchymes racinaires pour les amener vers les organes alors en croissance : les bourgeons. En revanche, en été et en automne, le transport de la sève élaborée s'effectue des feuilles vers le bas (bulbes, tubercules, racines, etc.) et vers les fruits.
La sève élaborée est transportée par les tubes du phloème (tube constitué de files de cellules vivantes, allongées, aux parois de cellulose) depuis les cellules chlorophylliennes photosynthétiques, situées dans les feuilles de la plante, vers tous les organes de la plante, et en particulier vers ceux ne réalisant pas la photosynthèse (racines, bourgeons, etc.).
Par ailleurs, les pucerons et les cochenilles se nourrissent en enfonçant leur rostre pour prélever cette sève sur la tige de la plante.